# Alf Fenwick
Alfred „Alf“ Randolph Fenwick (* 26. März 1891 in Hamsterley, Vereinigtes Königreich; † 1975) war ein englischer Fußballspieler.

## Sportlicher Werdegang
Fenwick begann mit dem Fußballspielen parallel zu seiner Tätigkeit als Bergmann in einer Kohlemine im Non-League football bei Craghead United. 1911 wechselte der Stürmer von der Northern Football League als Fußballprofi in die Football League, wo er sich dem Zweitdivisionär Hull City anschloss. Unter Ambrose Langley kam er nur unregelmäßig zum Einsatz, in drei Spielzeiten kam er insbesondere an Sammy Stevens und Billy Halligan nicht vorbei und erzielte er sieben Toren in 17 Meisterschaftsspielen.
Im April 1914 wechselte Fenwick in die Southern Football League zu West Ham United. Dort etablierte er sich als Abwehrspieler auf Anhieb als Stammspieler, ehe aufgrund des Ersten Weltkriegs der Spielbetrieb eingestellt wurde. Zeitweise lief er in der kriegsbedingten Pause auch für Crystal Palace und Bradford Park Avenue auf. Bei Wiederaufnahme des Spielbetriebs im Sommer 1919 wurde West Ham United ebenso in die Second Division der Football League aufgenommen. Im Dezember 1919 wechselte er nach nur einem Ligaeinsatz innerhalb der Liga zu Coventry City, wo er in der Spielzeit 1920/21 zum Mannschaftskapitän aufstieg.
1921 kehrte Fenwick in den Non-League football zurück, wo er für Craghead United und Blyth Spartans spielte. 1924 lief er nochmals für den AFC Ashington in der Third Division North der Football League, kehrte aber im November 1924 zu den Blyth Spartans zurück. Abgesehen von der Spielzeit 1926/27 bei Bedlington United spielte er hier bis 1929 für den Klub, teilweise war er dabei Spielertrainer. Nach dem Karriereende blieb er in Blyth, wo er neben seiner Tätigkeit als Aufseher im Kohlebergbau im Vorstand der Spartans aktiv war.
Fenwicks Bruder Billy und sein Sohn Leslie Fenwick spielten beide ebenso für die Blyth Spartans und standen jeweils im Kader von Sheffield Wednesday, ohne dort zum Einsatz in der Meisterschaft zu kommen. Sein Neffe Austen Campbell spielte für die Blackburn Rovers respektive Huddersfield Town und bestritt acht Länderspiele für England.